# Tetraponera simplex
Tetraponera simplex é uma espécie de formiga do gênero Tetraponera, pertencente à subfamília Pseudomyrmecinae.